# Oprosti svijete
Oprosti svijete je dvanaesti album hrvatskog pjevača Dražena Zečića. Izašao je 2007. godine u izdanju Croatia Recordsa.
Album je prodan u platinastoj nakladi u Hrvatskoj te zlatnoj u Sloveniji.

## Popis pjesama
1. Nema ništa novo
2. Ne daj da te slome
3. Pusti me da živim
4. Stani srce
5. Idi
6. Više od života
7. Čuvaj ljubav moju
8. Oprosti svijete
9. Sačuvaj zadnji ples za mene
10. Nije istina